# Dolné Vestenice
Dolné Vestenice (in ungherese Alsóvesztény, in tedesco Nieder-Westenitz) è un comune della Slovacchia facente parte del distretto di Prievidza, nella regione di Trenčín.
Fu menzionato per la prima volta in un documento storico nel 1349.